# آن ارتشر
آن ارتشر (بالإنجليزية: Anne Archer)‏ مواليد 24 أغسطس 1947 في لوس أنجلوس، كاليفورنيا، الولايات المتحدة، هي ممثلة أمريكية بدأت مسيرتها الفنية عام 1970.

## الأعمال

### أفلام
- قواعد الاشتباك
- أشباح صديقات الماضي

## وصلات خارجية
- آن ارتشر على موقع IMDb (الإنجليزية)
- آن ارتشر على موقع ألو سيني (الفرنسية)
- آن ارتشر على موقع ميوزك برينز (الإنجليزية)
- آن ارتشر على موقع تيرنر كلاسيك موفيز (الإنجليزية)
- آن ارتشر على موقع أول موفي (الإنجليزية)
- آن ارتشر على موقع قاعدة بيانات الأفلام السويدية (السويدية)
- آن ارتشر على موقع إن إن دي بي (الإنجليزية)
- آن ارتشر على موقع ديسكوغز (الإنجليزية)
- آن ارتشر على موقع قاعدة بيانات الفيلم (الإنجليزية)
- آن ارتشر على موقع كينوبويسك (الروسية)

- الموقع الإلكتروني